# Weekend Millionaires
«Weekend Millionaires» es una canción interpretada por la cantante estadounidense Katelyn Tarver, lanzada como sencillo el 26 de marzo de 2015 para promocionar su tercer álbum EP Tired Eyes.

## Composición
La canción fue lanzada como sencillo para promocionar su EP Tired Eyes lanzado el 11 de marzo de 2017. La canción había sido filtrada en noviembre de 2015 en YouTube, pero su lanzamiento oficial fue el 29 de julio de 2016 por su cuenta oficial de Vevo.

## Formatos y lista de canciones
| Mundial - Descarga digital |                                            |          |  |
| N.º                        | Título                                     | Duración |  |
| 1.                         | «Weekend Millionaires» (Versión del álbum) | 3:44     |  |